# Estación de Ourique
La Estación Ferroviária de Ourique, también conocida como Estación de Ourique, es una estación ferroviaria de la Línea del Alentejo, que funciona como enlace con el Ramal de Neves-Corvo, y que sirve a la localidad de Ourique, en el Distrito de Beja, en Portugal.

## Descripción

### Vías y plataformas
En enero de 2011, presentaba dos vías de circulación, ambas con 271 metros de longitud, y una solo plataforma, que tenía 114 centímetros de altura y 10 metros de extensión.

## Historia

### Inauguración
El tramo del Ferrocarril del Sur entre Casével y Amoreiras-Odemira, donde esta estación se encuentra, entró en servicio el 3 de junio de 1888.

### sigloXX
El 28 de noviembre de 1903, el estado destinó fondos para la conclusión de las obras de la Ruta Distrital n.º 154, que uniría esta estación con Santa Margarida da Serra.
El 20 de junio de 1934, la Junta Autónoma de Rutas abrió un concurso para la instalación del empedrado en la Ruta Nacional 22-1ª, en el tramo entre Castro Verde y la Estación de Ourique.

### Supresión de los servicios
Los servicios regionales entre Beja y Funcheira fueron suprimidos el 1 de enero de 2012 por la operadora Comboios de Portugal, achacándolo a la reducida demanda y consiguientes perjuicios como motivo para esta supresión.